# Streptomyces griseus
Streptomyces griseus es una especie de bacteria del género Streptomyces que generalmente se encuentra en el suelo, aunque algunas cepas también se han reportado en sedimentos oceánicos profundos. Es una bacteria Gram-positiva con un alto porcentaje de contenido GC. Como la mayoría de los otros estreptomicetos, las cepas de S. griseus son conocidas productoras de antibióticos y otros metabolitos secundarios de interés comercial. Se sabe que estas cepas producen 32 tipos estructurales diferentes de compuestos bioactivos. La estreptomicina, el primer antibiótico bacteriano reportado, proviene de cepas de S. griseus. Recientemente, se ha realizado la secuenciación completa del genoma de una de estas cepas.